# Adrián Vallés
Adrián Vallés (Alicante, 1986. június 3. –) spanyol autóversenyző, a 2009-es Superleague Formula autóverseny-sorozat bajnoka.

## Pályafutása
2005-ben másodikként zárta a Formula–Renault szériát. A szezon alatt két futamgyőzelmet szerzett, és több alkalommal állt dobogón, ám így is közel negyven pontos hátrányban a bajnok Robert Kubica mögött zárt.
2006-ban teljes szezont futott a GP2-es sorozatban. Az év első futamán a harmadik helyen ért célba, a szezon hátralevő részén azonban egyszer sem végzett pontot érő pozícióban. Ez év szeptemberében tesztlehetőséget kapott a Formula–1-es Midland csapatnál. Ezt követően a Spyker alakulata felvásárolta a Midlandet, és az új csapatnál Adrián lett az egyik tesztpilóta a 2007-es évre.
2008-ban részt vett a GP2, a GP2 Asia, valamint a Superleague Formula sorozat futamain, továbbá rajthoz állt a Le Mans-i 24 órás viadalon.
2009-ben megnyerte a Superleague Formula bajnokságot. Andrián az utolsó futamon elért negyedik helyével szerezte meg a bajnoki címet.

## Eredményei

### Teljes GP2-es eredménylistája
(Táblázat értelmezése)

(Félkövér: pole-pozícióból indult; dőlt: leggyorsabb kört futott) 

| Év   | Csapat            | 1          | 2          | 3          | 4          | 5          | 6          | 7          | 8          | 9          | 10         | 11         | 12         | 13         | 14         | 15         | 16         | 17         | 18         | 19         | 20         | 21         | Helyezés | Pont |
| ---- | ----------------- | ---------- | ---------- | ---------- | ---------- | ---------- | ---------- | ---------- | ---------- | ---------- | ---------- | ---------- | ---------- | ---------- | ---------- | ---------- | ---------- | ---------- | ---------- | ---------- | ---------- | ---------- | -------- | ---- |
| 2006 | Campos Racing     | VAL FEA 3  | VAL SPR Ki | SMR FEA 9  | SMR SPR Ki | EUR FEA Ki | EUR SPR 14 | ESP FEA 18 | ESP SPR 16 | MON FEA Ki | GBR FEA 9  | GBR SPR Ki | FRA FEA 15 | FRA SPR 13 | GER FEA 18 | GER SPR Ki | HUN FEA Ki | HUN SPR 7  | TUR FEA Ki | TUR SPR 14 | ITA FEA Ki | ITA SPR 11 | 18.      | 7    |
| 2008 | FMS International | ESP FEA 18 | ESP SPR 11 |            |            |            |            |            |            |            |            |            |            |            |            |            |            |            |            |            |            |            | 21.      | 5    |
| 2008 | BCN Competicion   |            |            | TUR FEA 10 | TUR SPR Ki | MON FEA 4  | MON SPR 16 | FRA FEA 15 | FRA SPR 12 | GBR FEA 22 | GBR SPR 14 | GER FEA 15 | GER SPR Ki | HUN FEA Ki | HUN SPR 19 | EUR FEA 11 | EUR SPR Ki | BEL FEA 13 | BEL SPR 13 | ITA FEA WD | ITA SPR WD |            | 21.      | 5    |

### Teljes GP2 Asia eredménylistája
(Táblázat értelmezése)

(Félkövér: pole-pozícióból indult; dőlt: leggyorsabb kört futott) 

| Év      | Csapat            | 1          | 2           | 3         | 4         | 5           | 6           | 7         | 8          | 9           | 10          | 11       | 12       | Helyezés | Pont |
| ------- | ----------------- | ---------- | ----------- | --------- | --------- | ----------- | ----------- | --------- | ---------- | ----------- | ----------- | -------- | -------- | -------- | ---- |
| 2008    | FMS International | UAE1 FEA 4 | UAE1 SPR Ki | IND FEA 2 | IND SPR 5 | MAL FEA Ki  | MAL SPR 20  | BHR FEA 5 | BHR SPR Ki | UAE2 FEA Ki | UAE2 SPR 10 |          |          | 7.       | 19   |
| 2008–09 | Trident Racing    | CHN FEA    | CHN SPR     | UAE FEA   | UAE SPR   | BHR1 FEA Ki | BHR1 SPR 19 | QAT FEA   | QAT SPR    | MAL FEA     | MAL SPR     | BHR2 FEA | BHR2 SPR | 40.      | 0    |

### Teljes Superleague Formula-es eredménylistája
(Táblázat értelmezése)

(Félkövér: pole-pozícióból indult; dőlt: leggyorsabb kört futott) 

| Év   | Csapat       | Kiszolgáló    | 1   | 1   | 2   | 2   | 3   | 3   | 4   | 4   | 5   | 5   | 6   | 6   | Helyezés | Pont |
| ---- | ------------ | ------------- | --- | --- | --- | --- | --- | --- | --- | --- | --- | --- | --- | --- | -------- | ---- |
| 2008 | Liverpool FC | Hitech Junior | DON | DON | NÜR | NÜR | ZOL | ZOL | EST | EST | VAL | VAL | JER | JER | 4.       | 325  |
| 2008 | Liverpool FC | Hitech Junior | 5   | 3   | 14  | 14  | 1   | 6   | 1   | 12  | 9   | 4   | 7   | 15  | 4.       | 325  |
| 2009 | Liverpool FC | Hitech Junior | MAG | MAG | ZOL | ZOL | DON | DON | EST | EST | MOZ | MOZ | JAR | JAR | 1.       | 412  |
| 2009 | Liverpool FC | Hitech Junior | 1   | 6   | 3   | 3   | 6   | 6   | 2   | 9   | 4   | 5   | 7   | 4   | 1.       | 412  |

Teljes Super Final eredménylistája
| Év   | Csapat                          | 1     | 2       | 3      | 4     | 5       | 6     |
| ---- | ------------------------------- | ----- | ------- | ------ | ----- | ------- | ----- |
| 2009 | Liverpool FC Hitech Junior Team | MAG 1 | ZOL N/A | DON Nk | EST 3 | MOZ N/A | JAR 3 |